# 川崎市立井田中学校
川崎市立井田中学校（かわさきしりつ いだちゅうがっこう）は、神奈川県川崎市中原区井田杉山町にある公立中学校。

## 概要
井田山と呼ばれる丘陵の北側に広がる平坦な住宅地に立地している。
生徒会活動、部活動が活発であり、保護者によるPTA活動も熱心である。部活動では、運動部では野球部、男子テニス部、駅伝部などが強い。秋の市総体駅伝大会では、毎年男女とも上位に入っており、女子の駅伝は全国大会で10位、2019年度市総体駅伝大会準優勝という成果をあげた。文化部では吹奏楽部が県大会に、放送情報部が全国大会に出場している。
学校教育目標として以下のテーマと5つの項目を挙げている。
知・徳・体の調和のとれた人間性豊かな、しなやかで　たくましい人を育成するために
1. すすんで学び、正しい判断力と実行力のある人
2. 心身ともに健康で明るく、思いやりのある人
3. 働くことに喜びをもち、協力できる人
4. 強い意志と忍耐力をもち、責任感のある人
5. 郷土を愛し、国際性豊かな人

## 沿革
- 1956年（昭和31年）9月 川崎市立井田中学校設置認可
- 1956年（昭和31年）12月 校舎完成、開校
- 1957年（昭和32年）4月 今井中学校分離
- 1965年（昭和40年）3月 体育館完成
- 1981年（昭和56年）8月 体育館床面全面改装
- 1986年（昭和61年）10月 運動場整備工事・スプリンクラー設置工事終了
- 1995年（平成7年）10月 新校舎完成
- 2009年（平成21年）3月 普通教室エアコン設置
- 2017年（平成29年）3月 弁当制廃止・給食制開始、給食配膳室完成

## 通学区域
- 井田杉山町
- 井田三舞町
- 井田中ノ町
- 井田1～3丁目
- 木月3丁目

- 指定変更可能地域
  - 木月3-21-1、13～22（今井中学へ）、
  - 下小田中3-21、24、25～26、34、下小田中6-26～32（西中原中学より）、
  - 蟹ヶ谷44、63、76（東橘中学より）

## 進路
進学先公立高等学校としては、旧川崎南部学区に立地する高校およびJR南武線、東急東横線沿線の各校が想定される。
- 旧川崎南部学区
  - 神奈川県立川崎高等学校
  - 神奈川県立新城高等学校
  - 神奈川県立住吉高等学校
  - 川崎市立川崎高等学校
  - 川崎市立橘高等学校
  - 神奈川県立大師高等学校
- JR南武線沿線
  - 神奈川県立多摩高等学校
- 東急東横線沿線
  - 神奈川県立港北高等学校
  - 神奈川県立神奈川工業高等学校
  - 神奈川県立神奈川総合高等学校
  - 神奈川県立横浜平沼高等学校

## 交通
- 東急東横線元住吉駅 徒歩15分
- JR南武線武蔵中原駅 徒歩20分
- 臨港バス「原62系統」の「井田三舞町」下車後徒歩1分

## 著名な出身者
- 木龍七瀬（サッカー選手）
- 宮城天（サッカー選手）